# Ganquan (köpinghuvudort i Kina, Liaoning Sheng, lat 40,96, long 122,85)
Ganquan (kinesiska: 甘泉, 甘泉镇) är en köpinghuvudort i Kina. Den ligger i provinsen Liaoning, i den nordöstra delen av landet, omkring 100 kilometer sydväst om provinshuvudstaden Shenyang. Antalet invånare är 26 040. Befolkningen består av 12 962 kvinnor och 13 078 män. Barn under 15 år utgör 14,0 %, vuxna 15-64 år 75 %, och äldre över 65 år 10,0 %.
Runt Ganquan är det tätbefolkat, med 442 invånare per kvadratkilometer. Närmaste större samhälle är Fu'an, 12,5 km norr om Ganquan. Trakten runt Ganquan består till största delen av jordbruksmark.
Genomsnittlig årsnederbörd är 976 millimeter. Den regnigaste månaden är juli, med i genomsnitt 249 mm nederbörd, och den torraste är januari, med 7 mm nederbörd.